# Estanys de Juclar
Az Estanys de Juclar  egy tó a Pireneusokban, az Incles-völgyben, Andorrában, Canillo közösségben. Ez Andorra legnagyobb tava, az ország északi részében található. A 21,3 hektár területű glaciális eredetű tó 2295 m-es tengerszint feletti magasságban fekszik. Szomszédja az Estany Primer tó. Innen ered a Juclar-patak.